# Redunca comú
El redunca comú (Redunca arundinum) és un redunca que viu a Angola, Zimbàbue, Zàmbia, Moçambic i el nord de Sud-àfrica.
Els redunques comuns mesuren 85 cm a l'espatlla de mitjana i pesen uns 70 kg. Tenen un pelatge marró grisós amb una regió ventral blanca i potes anteriors negres. Els mascles tenen banyes d'uns 35 cm, que creixen cap enrere i després es corben cap endavant.